# Vallon, Fribourg
Vallon är en ort och kommun i distriktet Broye i kantonen Fribourg, Schweiz. Kommunen har 520 invånare (2023).